# Schköna
Schköna ist ein Ortsteil der Stadt Gräfenhainichen im Landkreis Wittenberg in Sachsen-Anhalt. Zu Schköna gehörte bis zur Eingemeindung der Ortsteil Hohenlubast, heute ebenfalls Ortsteil Gräfenhainichens.

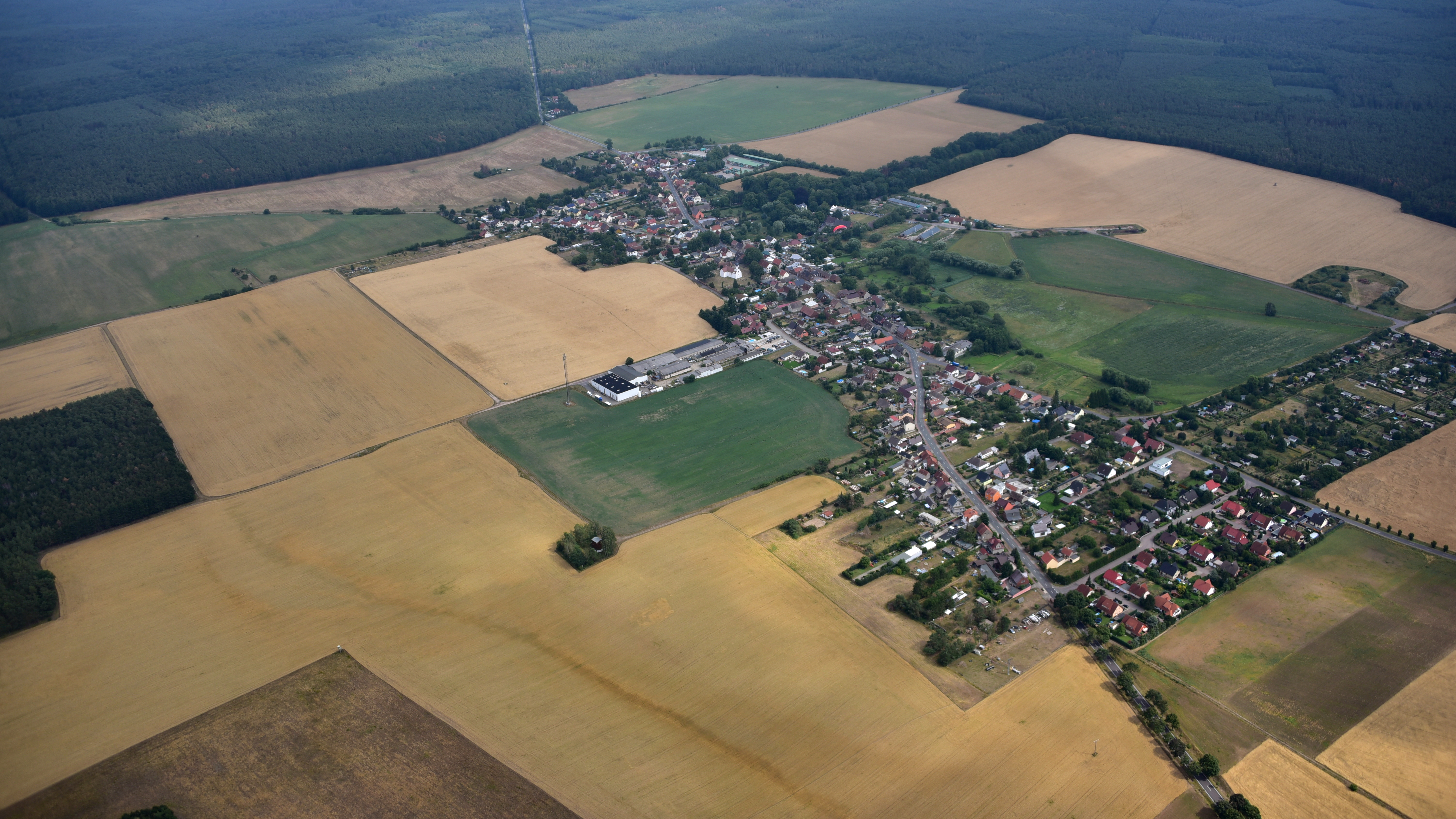
Schköna, Luftaufnahme (2019)

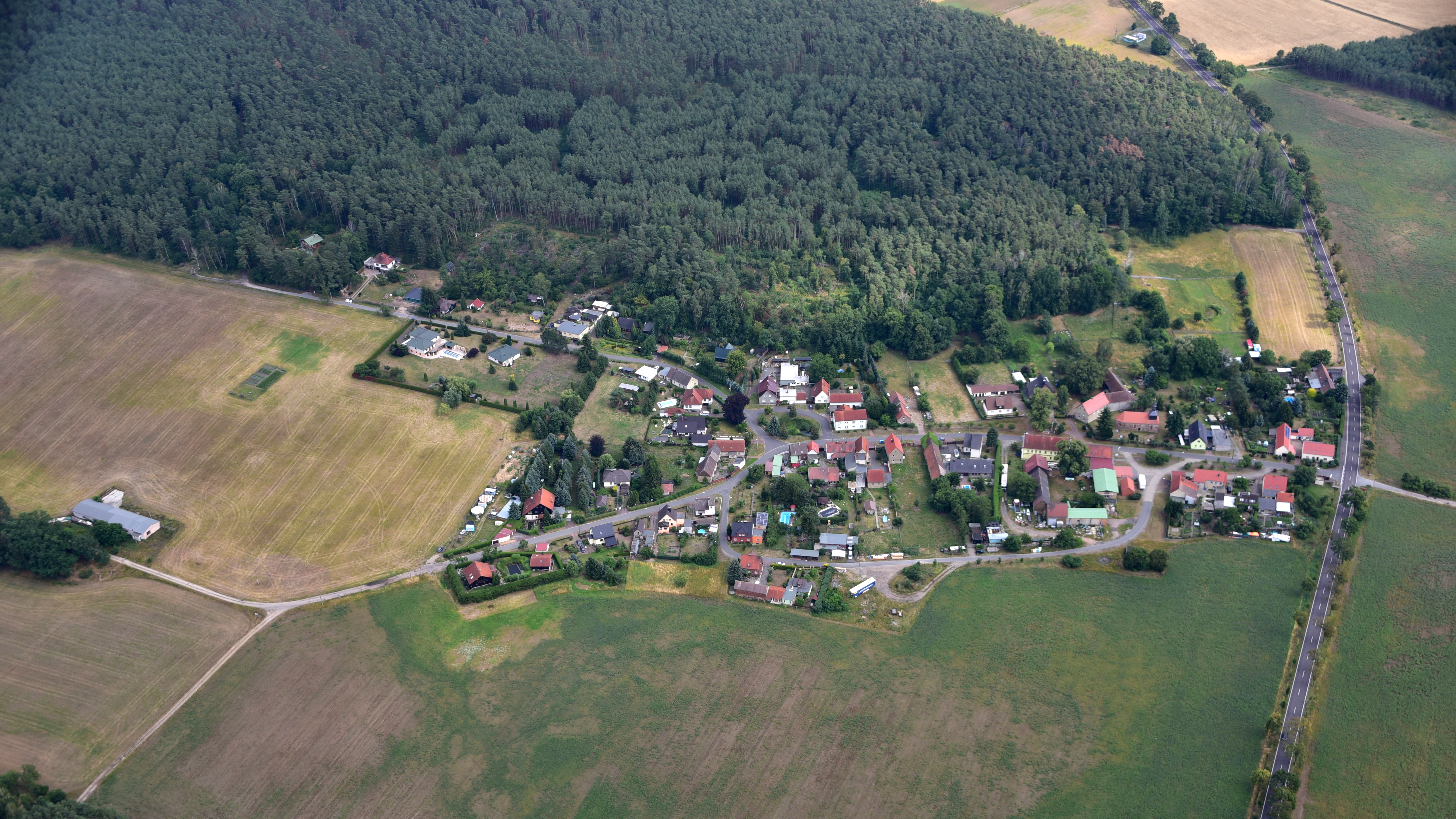
Hohenlubast, Luftaufnahme (2019)

## Geschichte

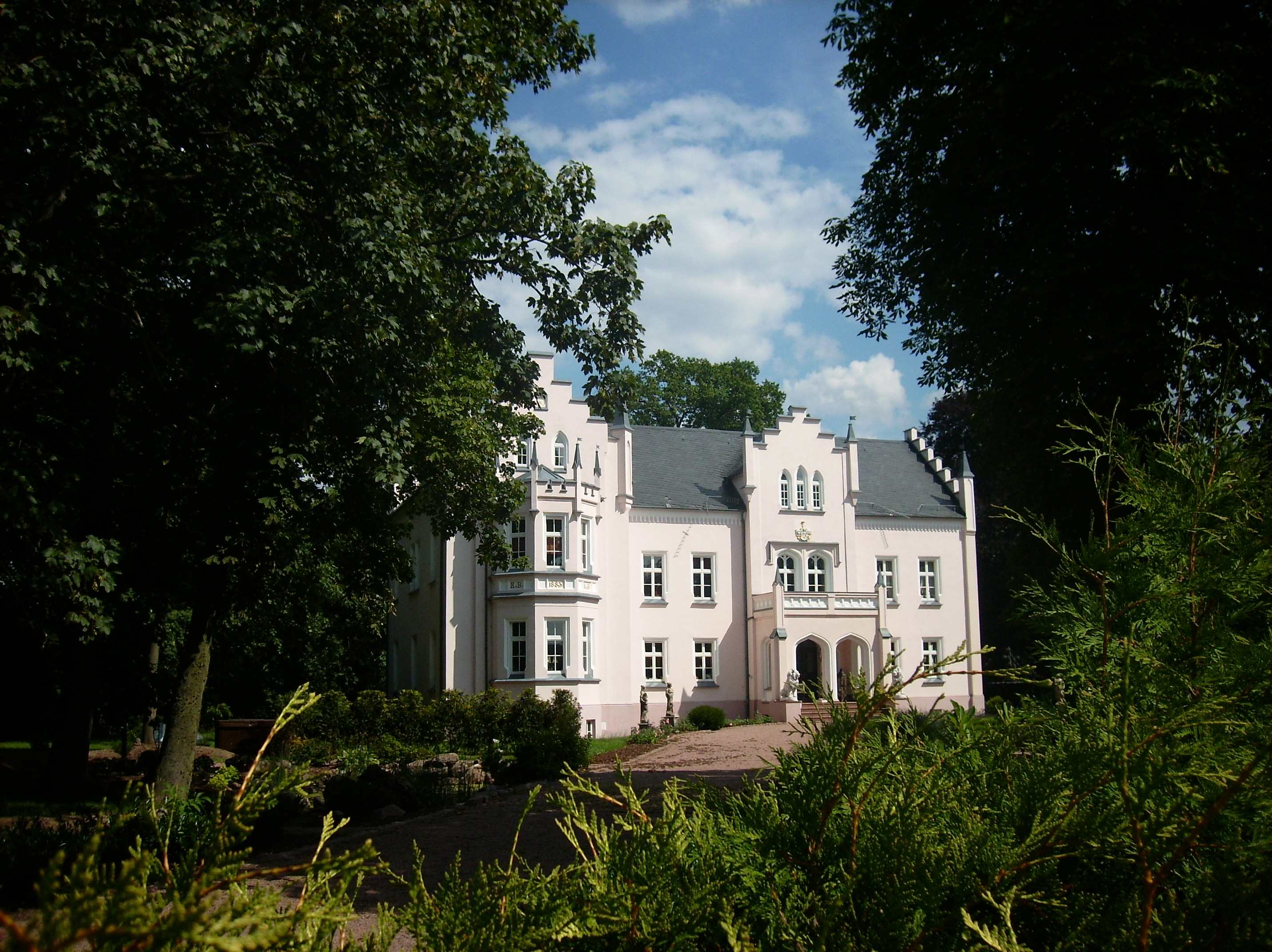
Schloss

Schköna wird erstmals als Skogen im Meißner Bistumsmatrikel von 1346 urkundlich. Der Ortsname Skogen ist slawischen Ursprungs, die Bedeutung ist aber unbekannt. Im Dreißigjährigen Krieg wurde Schköna von den Schweden vollständig zerstört. Die Kirche wurde erst 1670 wieder aufgebaut.
Hohenlubast und Schköna gehörten bis 1815 zum kursächsischen Amt Bitterfeld. Durch die Beschlüsse des Wiener Kongresses kamen sie zu Preußen und wurden 1816 dem Kreis Bitterfeld im Regierungsbezirk Merseburg der Provinz Sachsen zugeteilt, zu dem sie bis 1944 gehörten.
Am 20. Juli 1950 wurde die bis dahin eigenständige Gemeinde Hohenlubast eingegliedert.
Am 1. Januar 2011 wurden Schköna und Hohenlubast in die Stadt Gräfenhainichen eingegliedert.

## Sehenswürdigkeiten

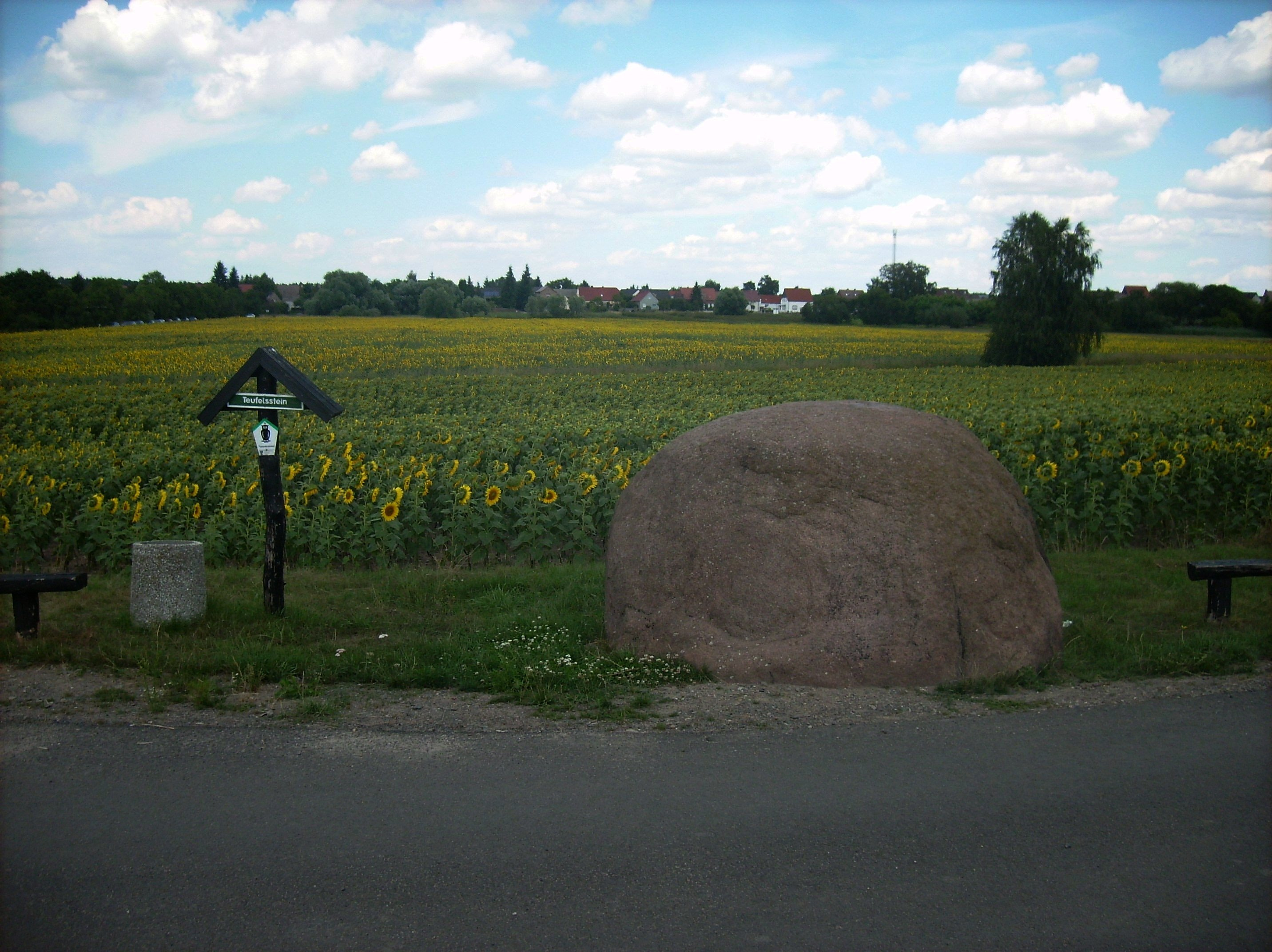
Teufelsstein

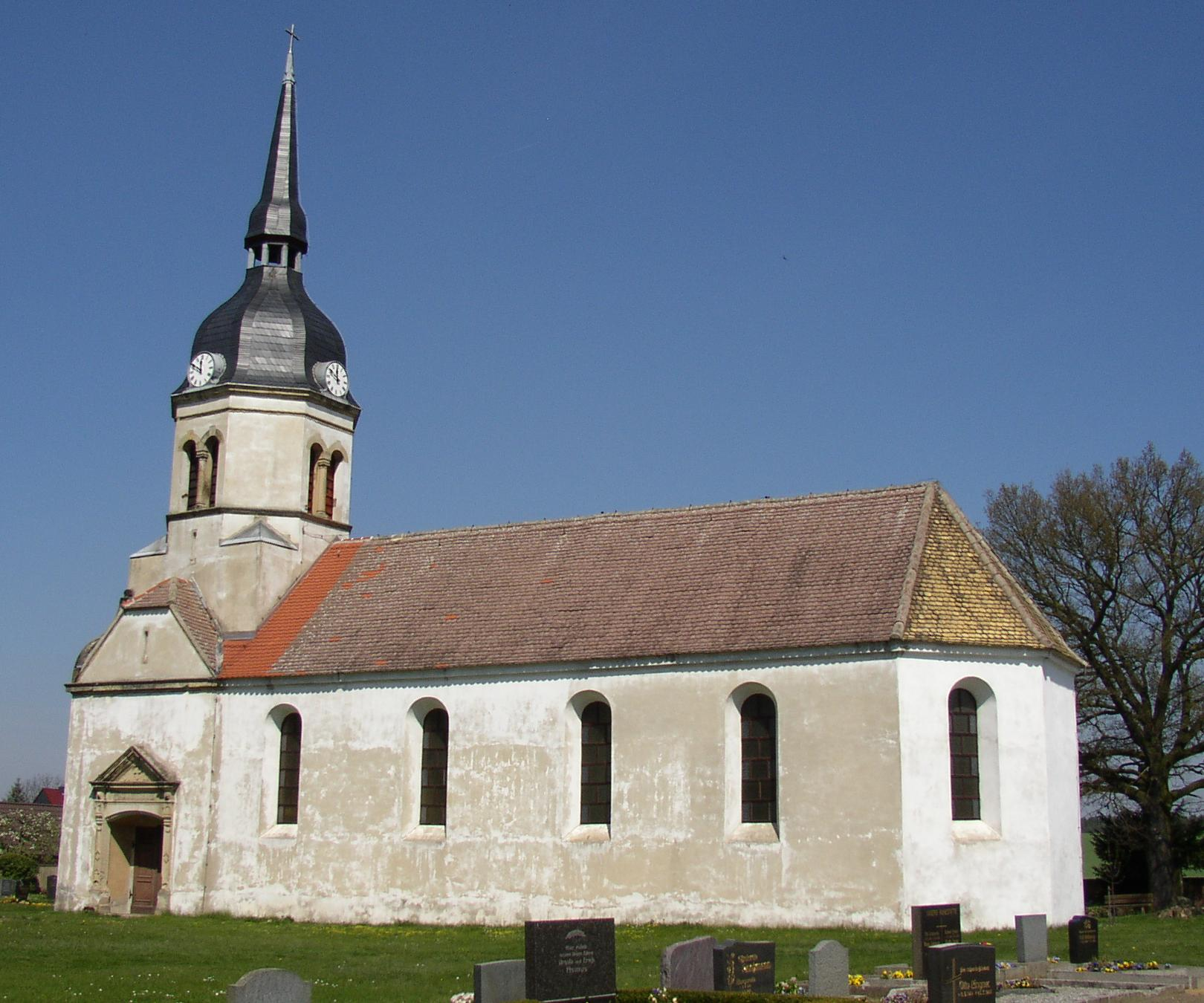
Kirche Schköna

- Zwei mit Schälchen versehene Findlinge befinden sich in der Nähe des Dorfes in einem Waldgebiet südlich von Wittenberg. In der lokalen Überlieferung heißen sie der „Luther-“ und der „Teufelsstein“. Als Schalensteine identifizierte sie der Frühgeschichtler Otto-Friedrich Gandert 1927. Publiziert hat er den Fund zehn Jahre später in dem Artikel Die Entdeckung zweier Näpfchensteine in der Dübener Heide in Heft 6/1937 der Zeitschrift Mitteldeutsche Volkheit – Hefte für Vorgeschichte und Volkskunde. Der interessantere der beiden ist der auf freiem Feld stehende Teufelsstein aus Biotit-Granit, der rund 1,5 Meter aus dem Erdreich ragt und oben leicht abgeflacht ist. Diese Plattform misst etwa 1,90 × 2 m.

- Kirche in Hohenlubast
- Schloss in Schköna
- Wilhemsgrube, ehemaliger Braunkohle-Kleintagebau
- Teufelsstein
- Schkönaer Dom-Platz

## Verkehrsanbindung
Durch Schköna führt die Bundesstraße 107.

## Persönlichkeiten

### Söhne und Töchter der Stadt
- Otto Heinrich Ludwig zu Solms (1740–1814), Geheimer Rat und Rittergutsbesitzer

### Persönlichkeiten, die vor Ort gewirkt haben
- Albert Querfurth (1896–1955), Lehrer und Naturschutzbeauftragter